# Michael Ritter (Literaturwissenschaftler)

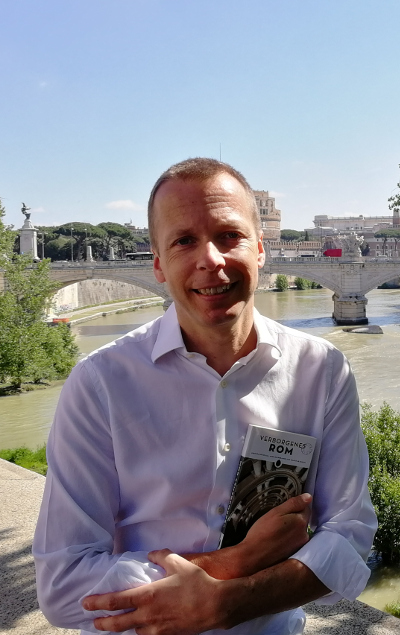
Michael Ritter (2018)

Michael Ritter (* 28. September 1967 in Wien) ist ein österreichischer Literaturwissenschaftler, Verlagsleiter des Praesens Verlages und Autor von Kriminalromanen.

## Leben
Ritter absolvierte an der Universität Wien ein Studium der Germanistik, Geschichte und Italianistik, das er mit Magister abschloss. Später promovierte er.
Ritter wirkte gemeinsam mit Herbert Zeman an der Herausgabe von Nikolaus Lenaus Werken mit. Er fungierte 1995 bis 2002 auch als Herausgeber des Lenau-Jahrbuches.
Seit der Übernahme der 1989 von Peter Ernst gegründeten Edition Praesens war Ritter ab 2002 in erster Linie als Herausgeber und Verleger aktiv.

## Ehrungen und Auszeichnungen
- 1994 Theodor-Körner-Preis zur Förderung von Wissenschaft und Kunst
- 1996 Wissenschaftsstipendium der Stadt Wien durch die MA 18 – Stadtentwicklung und Stadtplanung, Gruppe Wissenschaft
- 2023 Wiener Projektstipendium für Literatur für das Jahr 2023 für das Romanprojekt „Futterweit 33“

## Werke
- Wiener Hochzeitsmord. Kriminalroman aus dem Jahr 1912. Gmeiner-Verlag, 2021, ISBN 978-3-8392-0094-0
- Wiener Machenschaften. Historischer Kriminalroman. Gmeiner-Verlag, 2022, ISBN 978-3-8392-0315-6
- Die Bibliothekarin und der Tote im Park. Wien in den 20er-Jahren. Gmeiner-Verlag, 2023, ISBN 978-3-8392-0468-9

Buchcover zum historischen Kriminalroman „Die Bibliothekarin und der Tote im Park“ (2023)

- Wiener Künstlermord. Historischer Kriminalroman. Gmeiner-Verlag, 2024, ISBN 978-3-8392-0740-6

## Wissenschaftliche Publikationen (Auswahl)
- Nikolaus Lenau: Historisch-kritische Gesamtausgabe, Band 1: Gedichte 1828–1834, hg. v. Herbert Zeman u. Michael Ritter unter Zusammenarbeit mit Wolfgang Neuber u. Xavier Vicat, Wien: Deuticke/Klett-Cotta 1995, ISBN 3-216-30141-9
- „Man sieht der Sternen König glantzen“. Der Kaiserhof im barocken Wien als Zentrum deutsch-italienischer Literaturbestrebungen (1653 bis 1718) am besonderen Beispiel der Libretto-Dichtung, Wien: Ed. Praesens 1999, ISBN 3-7069-0028-9
- Zeit des Herbstes. Nikolaus Lenau. Biografie. Wien: Deuticke 2002, ISBN 3-216-30524-4
- „Der ewige Friede ist keine leere Idee“. Literarische Gestaltungen des Friedens – eine Bibliografie. Erstellt u. kommentiert v. Herbert Zeman u. Michael Ritter. Wien: Ed. Praesens 2001, ISBN 3-7069-0069-6